# Big in Japan (феномен)

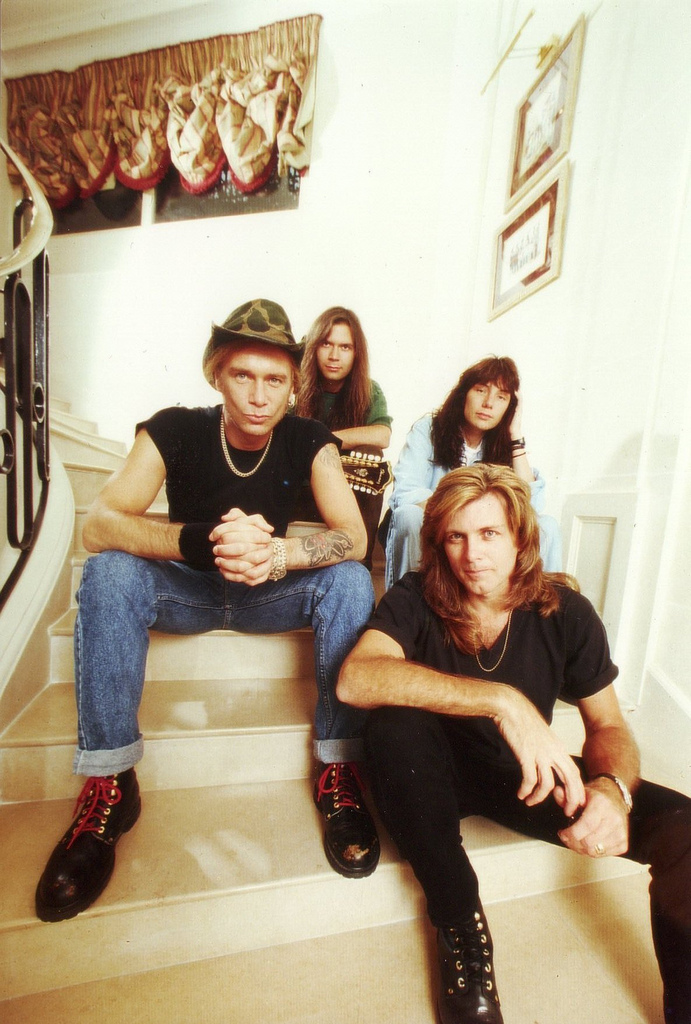
Mr. Big, одна из американских групп Big in Japan. Они были очень популярны в Японии, хотя успех в Штатах был скромным.

Big in Japan (с англ. — «Знаменитый в Японии») — англоязычное выражение, применяемое к западным музыкантам, которые не смогли достичь известности в США и Великобритании, но стали популярными в Японии. Артисты, которых относили к феномену big in Japan, могли иметь тысячи фанатов в Японии, но при этом пользоваться очень ограниченным успехом в собственной стране. Выражение обычно употребляется с иронией, указывая таким образом на ограниченность, потенциальную комичность и, возможно, непроверяемость такого успеха.

## Употребление
Например, Scorpions поначалу не имели большого успеха в Европе и США, однако были популярны в Японии, что подтверждается их концертным туром по Японии в 1978 году и двойным живым альбомом Tokyo Tapes. Другой пример — The Ventures, образовавшиеся в 1959 году и выступавшие в Японии ежегодно с 1965 года. В 1977 году панк-группа из Великобритании использовала Big in Japan в качестве названия.
В конце 1970-х фразу «Big in Japan» стали использовать несколько японских журналов о рок-музыке, особенно «Music Life»; в большинстве случаев артист big in Japan становился популярным в Японии после публикаций в «Music Life».
Псевдодокументальный фильм Это — Spinal Tap (1984) высмеял феномен в концовке фильма, где группа в конце своей карьеры выступает в Японии. В том же 1984 году появляется песня группы Alphaville «Big in Japan». На трек было сделано множество кавер-версий (в частности, группой Guano Apes был сделан кавер в альтернативном стиле), а в 1999 Том Уэйтс назвал так одну из песен с альбома Mule Variations.
В конце XX века группами big in Japan становились стадионные рок-группы из США, метал-группы из Северной Европы (Норвегия, Дания и особенно Швеция и Финляндия), евробит-артисты из Германии и особенно Италии, а также рок-группы Великобритании. В Японии сохраняется и популярность таких исполнительниц, как Аврил Лавин или Александра Стан, чья востребованность на Западе уже идёт на спад.